# Kinceakî, Halîci
Kinceakî (în ucraineană Кінчаки) este localitatea de reședință a comunei Kinceakî din raionul Halîci, regiunea Ivano-Frankivsk, Ucraina.

## Demografie
Componența lingvistică a localității Kinceakî
     Ucraineană (100%)
Conform recensământului din 2001, toată populația localității Kinceakî era vorbitoare de ucraineană (100%).